# Överluftdon
Ett överluftdon är ett ventilationstillbehör som tillåter luft att passera från ett utrymme till ett annat utan hjälp av fläkt eller liknande anordning. Syftet är att möjliggöra luftrörelser mellan till exempel olika rum i en lägenhet även när dörrarna är stängda. Det enklaste överluftsdonet är helt enkelt en springa mellan dörrens topp och dörrkarmen.
I de flesta lägenheter och hus släpps frisk luft in till sov- och vardagsrum och frånluften tas ut genom frånluftskanaler i badrum och kök. Genom att ha ett överluftsdon på sovrumsdörren möjliggör man för den friska luften att komma in till övriga rum i lägenheten även när dörren är stängd. Utan överluftsdonet skulle luften ta andra vägar till badrummet och köket, till exempel genom brevinkastet på lägenhetsdörren vilket skulle innebära att man får in korridorluft i lägenheten istället för frisk uteluft. Detta gäller speciellt i lägenheter med mekanisk frånluft.